# Nathan Delfouneso
Nathan Delfouneso (Tyseley, Birmingham, 2 de febrer de 1991) és un futbolista anglès que juga com a davanter pel Hednesford Town.